# Campeonato Brasileiro de Fórmula 4 de 2023
A BRB Fórmula 4 Brasil de 2023 é a segunda temporada da Fórmula 4 Brasil. Foi organizada pela CBA e regulamentada pela FIA, conta com o suporte da Vicar na elaboração do campeonato, feitas pelas equipes da Stock Car Pro Series. 
Assim como as outras 'Fórmulas' 4 ao redor do mundo, esta edição da F4 brasileira seguiu usando chassis Tatuus F4 T-021, motores da Abarth-Autotecnica 414TF 1.4L, com 176 hp e pneus de exclusividade da Pirelli.
O piloto da Cavaleiro Sports, Vinícius Tessaro, venceu o campeonato de pilotos na corrida 2 da última etapa. A Cavaleiro Sports foi campeã dentre os construtores. Esta foi a primeira temporada a ter campeonato de estreantes, e o vencedor foi Matheus Comparatto, da Bassani Racing, que também foi vice-campeão no campeonato geral.

## Equipes e pilotos
Todas as equipes pré-selecionadas foram inscritas no Brasil. Ao contrário do ano anterior, não houve sorteio na atribuição dos pilotos às equipes.
As operações da Full Time Sports na F4 foram transferidas para sua subsidiária Bassani Racing. A equipe KTF Sports deixou o campeonato e não foi substituída.
| \| Equipe \| No. \| Piloto \| Classe \| Etapas \| \| ---------------- \| --- \| -------------------- \| ------ \| ------ \| \| Cavaleiro Sports \| 32 \| Romário dos Santos \| \| 1-6 \| \| Cavaleiro Sports \| 16 \| Mateus Callejas \| E \| 1-6 \| \| Cavaleiro Sports \| 30 \| Vinícius Tessaro \| \| 1-6 \| \| Cavaleiro Sports \| 33 \| Nelson Neto \| \| 4–6 \| \| Cavaleiro Sports \| 41 \| Fernando Barrichello \| \| 2–6 \| \| Cavaleiro Sports \| 98 \| Cecília Rabelo \| E \| 1, 3–6 \| \| Bassani Racing \| 11 \| Carl Bennett \| \| 2–3 \| \| Bassani Racing \| 26 \| Alexandre Machado \| E \| 1-6 \| \| Bassani Racing \| 27 \| Matheus Ferreira \| \| 5 \| \| Bassani Racing \| 33 \| Nelson Neto \| \| 1–3 \| \| Bassani Racing \| 88 \| Arthur Pavie \| E \| 1-6 \| \| Bassani Racing \| 118 \| Matheus Comparatto \| E \| 1-6 \| \| Bassani Racing \| 33 \| Nelson Neto \| \| 1-3 \| \| TMG Racing \| 16 \| Mateus Callejas \| E \| 3–4 \| \| TMG Racing \| 18 \| Rafaela Ferreira \| E \| 1-6 \| \| TMG Racing \| 21 \| Álvaro Cho \| \| 1-6 \| \| TMG Racing \| 29 \| João Tesser \| \| 1-6 \| \| TMG Racing \| 99 \| Luan Lopes \| \| 1-6 \| |     |                      |        |        |
| Equipe | No. | Piloto               | Classe | Etapas |
| Cavaleiro Sports | 32  | Romário dos Santos   |        | 1-6    |
| Cavaleiro Sports | 16  | Mateus Callejas      | E      | 1-6    |
| Cavaleiro Sports | 30  | Vinícius Tessaro     |        | 1-6    |
| Cavaleiro Sports | 33  | Nelson Neto          |        | 4–6    |
| Cavaleiro Sports | 41  | Fernando Barrichello |        | 2–6    |
| Cavaleiro Sports | 98  | Cecília Rabelo       | E      | 1, 3–6 |
| Bassani Racing | 11  | Carl Bennett         |        | 2–3    |
| Bassani Racing | 26  | Alexandre Machado    | E      | 1-6    |
| Bassani Racing | 27  | Matheus Ferreira     |        | 5      |
| Bassani Racing | 33  | Nelson Neto          |        | 1–3    |
| Bassani Racing | 88  | Arthur Pavie         | E      | 1-6    |
| Bassani Racing | 118 | Matheus Comparatto   | E      | 1-6    |
| Bassani Racing | 33  | Nelson Neto          |        | 1-3    |
| TMG Racing | 16  | Mateus Callejas      | E      | 3–4    |
| TMG Racing | 18  | Rafaela Ferreira     | E      | 1-6    |
| TMG Racing | 21  | Álvaro Cho           |        | 1-6    |
| TMG Racing | 29  | João Tesser          |        | 1-6    |
| TMG Racing | 99  | Luan Lopes           |        | 1-6    |

## Calendário
Ao todo, foram seis rodadas triplas ao longo da temporada, totalizando 18 corridas – cada etapa teve duas corridas aos sábados e uma aos domingos. As Corridas 1 e 3 possuem duração de 25 minutos + 1 volta, enquanto a Corrida 2 possui duração de 18 minutos + 1 volta.

### Etapas
| Etapa | Local          | Data              | Circuito                             |
| ----- | -------------- | ----------------- | ------------------------------------ |
| 1     | São Paulo, SP  | 22-23 de abril    | Autódromo de Interlagos              |
| 2     | São Paulo, SP  | 8-9 de julho      | Autódromo de Interlagos              |
| 3     | Mogi Guaçu, SP | 5-6 de agosto     | Autódromo Velo Città                 |
| 4     | Goiânia, GO    | 26-27 de agosto   | Autódromo Internacional Ayrton Senna |
| 5     | São Paulo, SP  | 4-5 de novembro   | Autódromo de Interlagos              |
| 6     | São Paulo, SP  | 16-17 de dezembro | Autódromo de Interlagos              |
| Fonte |                |                   |                                      |

## Resultados e classificações

### Resumo da temporada
A programação foi revelada em 1º de fevereiro de 2023. Todas as rodadas foram realizadas no Brasil e a maioria serviu de suporte para os eventos da Stock Car Pro Series deste ano. A única exceção foi a quinta etapa, a terceira em Interlagos, que foi um dos eventos de apoio do Grande Prêmio de São Paulo da Fórmula 1.
| Etapa | Etapa | Circuito                                      | Data           | Pole Position      | Volta Mais Rápida    | Piloto Vencedor    | Equipe Vencedora    | Vencedor dos Estreantes |
| ----- | ----- | --------------------------------------------- | -------------- | ------------------ | -------------------- | ------------------ | ------------------- | ----------------------- |
| 1     | C1    | Autódromo José Carlos Pace, São Paulo         | 22 de abril    | Vinícius Tessaro   | Luan Lopes           | Vinícius Tessaro   | Cavaleiro Sports    | Matheus Comparatto      |
| 1     | C2    | Autódromo José Carlos Pace, São Paulo         | 22 de abril    |                    | Vinícius Tessaro     | Nelson Neto        | Oakberry Bassani F4 | Mateus Callejas         |
| 1     | C3    | Autódromo José Carlos Pace, São Paulo         | 23 de abril    | Álvaro Cho         | Vinícius Tessaro     | Vinícius Tessaro   | Cavaleiro Sports    | Matheus Comparatto      |
| 2     | C1    | Autódromo José Carlos Pace, São Paulo         | 8 de julho     | Vinícius Tessaro   | Matheus Comparatto   | Luan Lopes         | TMG Racing          | Matheus Comparatto      |
| 2     | C2    | Autódromo José Carlos Pace, São Paulo         | 8 de julho     |                    | Carl Bennett         | Mateus Callejas    | Cavaleiro Sports    | Mateus Callejas         |
| 2     | C3    | Autódromo José Carlos Pace, São Paulo         | 9 de julho     | Vinícius Tessaro   | Vinícius Tessaro     | Vinícius Tessaro   | Cavaleiro Sports    | Matheus Comparatto      |
| 3     | C1    | Autódromo Velo Città, Mogi Guaçu              | 5 de agosto    | Matheus Comparatto | Vinícius Tessaro     | Matheus Comparatto | Oakberry Bassani F4 | Matheus Comparatto      |
| 3     | C2    | Autódromo Velo Città, Mogi Guaçu              | 5 de agosto    |                    | Vinícius Tessaro     | Vinícius Tessaro   | Cavaleiro Sports    | Mateus Callejas         |
| 3     | C3    | Autódromo Velo Città, Mogi Guaçu              | 6 de agosto    | Matheus Comparatto | Matheus Comparatto   | Matheus Comparatto | Oakberry Bassani F4 | Matheus Comparatto      |
| 4     | C1    | Autódromo Internacional Ayrton Senna, Goiânia | 26 de agosto   | Álvaro Cho         | Vinícius Tessaro     | Álvaro Cho         | TMG Racing          | Matheus Comparatto      |
| 4     | C2    | Autódromo Internacional Ayrton Senna, Goiânia | 26 de agosto   |                    | Matheus Comparatto   | Matheus Comparatto | Oakberry Bassani F4 | Matheus Comparatto      |
| 4     | C3    | Autódromo Internacional Ayrton Senna, Goiânia | 27 de agosto   | Lucca Zucchini     | Vinícius Tessaro     | Vinícius Tessaro   | Cavaleiro Sports    | Matheus Comparatto      |
| 5     | C1    | Autódromo José Carlos Pace, São Paulo         | 4 de novembro  | Cecília Rabelo     | Vinícius Tessaro     | Matheus Ferreira   | Oakberry Bassani F4 | Alexandre Machado       |
| 5     | C2    | Autódromo José Carlos Pace, São Paulo         | 4 de novembro  |                    | Alexandre Machado    | Alexandre Machado  | Oakberry Bassani F4 | Alexandre Machado       |
| 5     | C3    | Autódromo José Carlos Pace, São Paulo         | 5 de novembro  | Cecília Rabelo     | Matheus Ferreira     | Matheus Ferreira   | Oakberry Bassani F4 | Matheus Comparatto      |
| 6     | C1    | Autódromo José Carlos Pace, São Paulo         | 16 de dezembro | Luan Lopes         | Vinícius Tessaro     | Vinícius Tessaro   | Cavaleiro Sports    | Matheus Comparatto      |
| 6     | C2    | Autódromo José Carlos Pace, São Paulo         | 16 de dezembro |                    | Álvaro Cho           | Lucca Zucchini     | Cavaleiro Sports    | Rafaela Ferreira        |
| 6     | C3    | Autódromo José Carlos Pace, São Paulo         | 17 de dezembro | Matheus Comparatto | Fernando Barrichello | Matheus Comparatto | Oakberry Bassani F4 | Matheus Comparatto      |

### Sistema de pontuação
- Corrida 1: Terá o padrão de pontuação da Fórmula 1. Na classificação valerá a segunda volta mais rápida obtida no treino classificatório.
- Corrida 2: Inversão dos 8 primeiros colocados da Corrida 1.
- Corrida 3: Terá o padrão de pontuação da Fórmula 1. Na classificação, valerá a volta mais rápida obtida no treino classificatório.
- Bônus: Volta mais rápida de cada uma das corridas: 1 ponto
- Volta mais rápida na classificação: 2 pontos[3]

Pontuação das Corridas 1 e 3:
| Posição       | 1.º | 2.º | 3.º | 4.º | 5.º | 6.º | 7.º | 8.º | 9.º | 10.º | VMR |
| Classificação | 2   |     |     |     |     |     |     |     |     |      |     |
| Pontos        | 25  | 18  | 15  | 12  | 10  | 8   | 6   | 4   | 2   | 1    | 1   |

Pontuação da Corrida 2:
| Posição | 1º | 2º | 3º | 4º | 5º | 6º | 7º | 8º | VMR |
| Pontos  | 15 | 12 | 10 | 8  | 6  | 4  | 2  | 1  | 1   |

### Campeonato de pilotos
| Pos. | Pilotos              | Autódromo de Interlagos | Autódromo de Interlagos | Autódromo de Interlagos | Autódromo de Interlagos | Autódromo de Interlagos | Autódromo de Interlagos | Autódromo Velo Cittá | Autódromo Velo Cittá | Autódromo Velo Cittá | Autódromo Ayrton Senna | Autódromo Ayrton Senna | Autódromo Ayrton Senna | Autódromo de Interlagos | Autódromo de Interlagos | Autódromo de Interlagos | Autódromo de Interlagos | Autódromo de Interlagos | Autódromo de Interlagos | Pts. | Pts. |
| Pos. | Pilotos              | C1                      | C2                      | C3                      | C1                      | C2                      | C3                      | C1                   | C2                   | C3                   | C1                     | C2                     | C3                     | C1                      | C2                      | C3                      | C1                      | C2                      | C3                      |      |      |
| ---- | -------------------- | ----------------------- | ----------------------- | ----------------------- | ----------------------- | ----------------------- | ----------------------- | -------------------- | -------------------- | -------------------- | ---------------------- | ---------------------- | ---------------------- | ----------------------- | ----------------------- | ----------------------- | ----------------------- | ----------------------- | ----------------------- | ---- | ---- |
| 1    | Romário dos Santos   | 1                       | 1                       | 1                       | 1                       | 1                       | 1                       | 1                    | 1                    | 1                    | 1                      | 1                      | 1                      | 1                       | 1                       | 1                       | 1                       | 1                       | 1                       | 233  |      |
| 2    | Matheus Comparatto   | 4                       | 5                       | 4                       | 2                       | 5                       | 5                       | 1                    | 7                    | 1                    | 8                      | 1                      | 4                      | Ret                     | 4                       | 3                       | 6                       | 4                       | 1                       | 216  |      |
| 3    | Álvaro Cho           | 3                       | 2                       | 2                       | 9                       | 6                       | 4                       | 4                    | 8                    | 2                    | 1                      | 6                      | 2                      | 3                       | 7                       | 5                       | 4                       | 2                       | 4                       | 204  |      |
| 4    | Luan Lopes           | 2                       | Ret                     | 3                       | 1                       | 11                      | 2                       | 2                    | 6                    | 3                    | 4                      | 5                      | Ret                    | Ret                     | 8                       | 4                       | 2                       | 7                       | 3                       | 180  |      |
| 5    | Fernando Barrichello |                         |                         |                         | 13†                     | 8                       | 13                      | 6                    | 2                    | 4                    | 6                      | 4                      | 3                      | 4                       | 2                       | 2                       | 3                       | 9                       | 2                       | 140  |      |
| 6    | Nelson Neto          | 5                       | 1                       | 8                       | 12                      | 12                      | 9                       | 5                    | 4                    | 9                    | 2                      | 8                      | 5                      | 6                       | 3                       | 9                       | 5                       | Ret                     | 6                       | 118  |      |
| 7    | Lucca Zucchini       | 9                       | 7                       | 6                       | 5                       | 3                       | 8                       | 3                    | 9                    | 5                    | 3                      | 9                      | Ret                    | Ret                     | 11                      | 6                       | 8                       | 1                       | 9                       | 107  |      |
| 8    | João Tesser          | 12†                     | 4                       | 5                       | 4                       | 4                       | 12                      | 12                   | 12                   | 7                    | 7                      | 2                      | Ret                    | 8                       | 9                       | 10                      | Ret                     | 5                       | 7                       | 79   |      |
| 9    | Mateus Callejas      | 7                       | 3                       | 10                      | 7                       | 1                       | 6                       | 8                    | 3                    | 10                   | Ret                    | NL                     | NL                     |                         |                         |                         |                         |                         |                         | 61   |      |
| 10   | Arthur Pavie         | 6                       | 8                       | 7                       | 6                       | 2                       | 7                       | 10                   | 11                   | Ret                  | 9                      | 7                      | 9                      | 10                      | 10                      | 8                       | 11†                     | 6                       | 10                      | 58   |      |
| 11   | Matheus Ferreira     |                         |                         |                         |                         |                         |                         |                      |                      |                      |                        |                        |                        | 1                       | 5                       | 1                       |                         |                         |                         | 57   |      |
| 12   | Alexandre Machado    | 8                       | DSQ                     | 12†                     | 11                      | 13                      | 10                      | 11                   | 5                    | 12                   | 11                     | Ret                    | 8                      | 5                       | 1                       | Ret                     | 9                       | 8                       | 8                       | 48   |      |
| 13   | Rafaela Ferreira     | 11                      | 6                       | 9                       | 10                      | 10                      | 11                      | Ret                  | 13                   | 11                   | 10                     | 10                     | 6                      | 9                       | 12                      | 7                       | 7                       | 3                       | Ret                     | 40   |      |
| 14   | Carl Bennett         |                         |                         |                         | 8                       | 9                       | 3                       | 9                    | 10                   | 8                    |                        |                        |                        |                         |                         |                         |                         |                         |                         | 26   |      |
| 15   | Cecília Rabelo       | 10                      | 10                      | 11                      |                         |                         |                         | NL                   | NL                   | NL                   | 12                     | 11                     | 7                      | 7                       | 13                      | Ret                     | 10                      | DSQ                     | 11                      | 16   |      |

| Cor        | Resultado             |
| ---------- | --------------------- |
| Ouro       | Vencedor              |
| Prata      | 2.º lugar             |
| Bronze     | 3.º lugar             |
| Verde      | Terminou, nos pontos  |
| Azul       | Terminou, sem pontos  |
| Púrpura    | Ret – Retirou-se      |
| Vermelho   | NQ – Não qualificado  |
| Preto      | DSQ – Desqualificado  |
| Branco     | NL – Não largou       |
| Branco     | C – Corrida cancelada |
| Azul claro | AT – Apenas Treino    |
| Sem cor    | NP – Não participou   |
| Sem cor    | Les – Lesionado       |
| Sem cor    | EX – Excluído         |